# ステーキ・アンド・キドニー・パイ

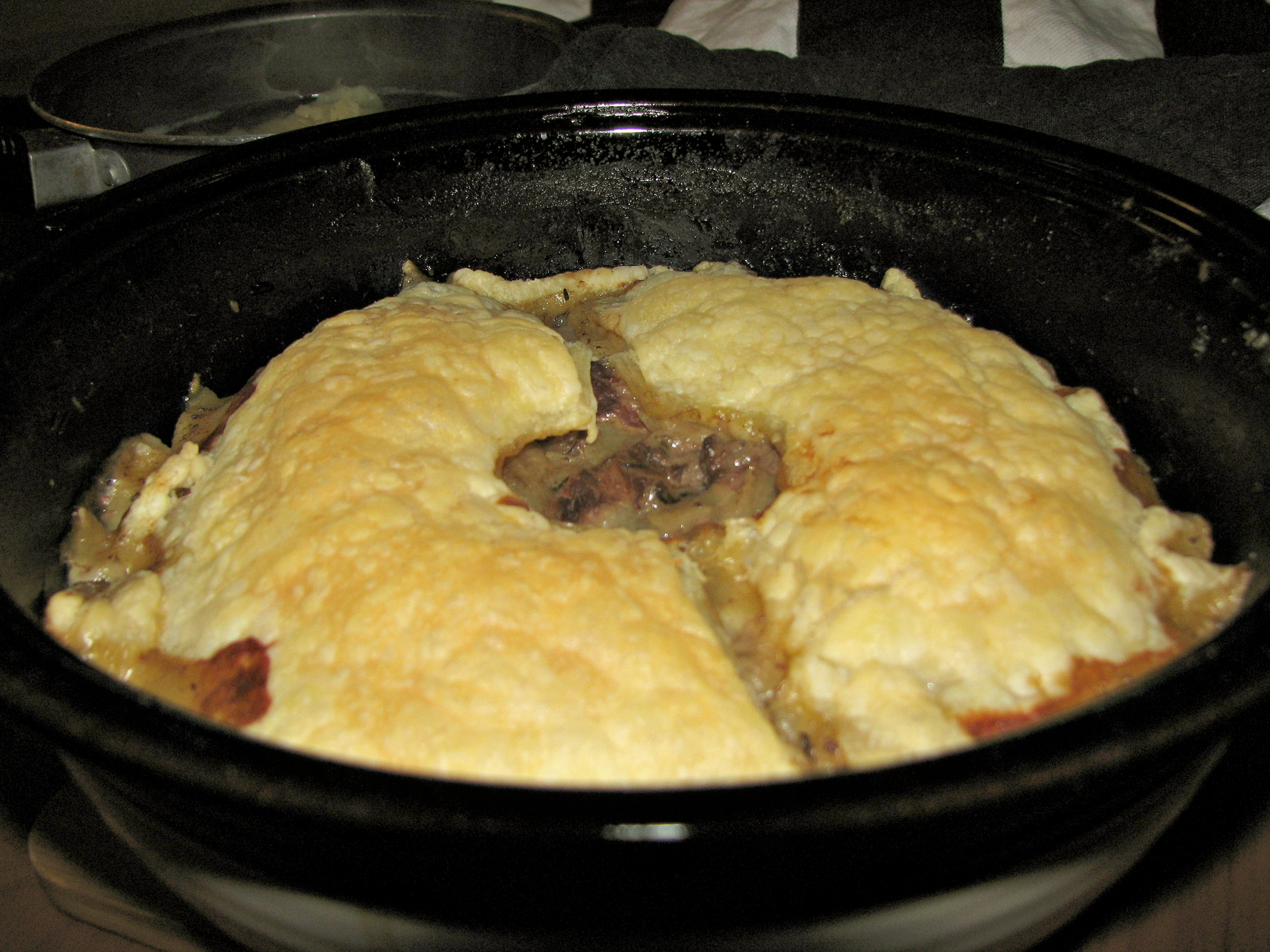
丸い形のステーキ・アンド・キドニー・パイ

ステーキ・アンド・キドニー・パイ（英語: Steak and kidney pie）は食事に食べるパイであり、主にさいのめに切った牛肉とキドニー（牛、ラム、豚などが多い）、炒めたタマネギ、ブラウングレイビーが入っている。ステーキ・アンド・キドニー・パイは、同様の具を使って作るプディングのステーキ・アンド・キドニー・プディングと並んでイギリス料理の代表的なものである。

## パイ
グレイビーは通常、塩味のビーフブイヨンにウスターソースと黒胡椒で風味付けしたものに、小麦粉やブールマニエ、コーンスターチなどでとろみをつけたものを使う。エールやスタウトを加えることもある。
ステーキ・アンド・キドニー・パイは湯練りパイ生地、折りパイ生地、練りパイ生地などを用いて作る。
ステーキ・アンド・キドニー・パイにはいろいろなライミング・スラングの俗称があり、ケト・アンド・シドニー・パイ、スネイク・アンド・キディ・パイ、スネイク・アンド・ピグミー・パイなどと呼ばれている。